# Grammaria rigida
Grammaria rigida är en nässeldjursart som beskrevs av John Fraser 1943. Grammaria rigida ingår i släktet Grammaria och familjen Lafoeidae. Inga underarter finns listade i Catalogue of Life.